# چارلز هادسون
چارلز هادسون (انگلیسی: Charles Hudson; ۲۹ مهٔ ۱۸۹۲ – ۴ آوریل ۱۹۵۹) فرد نظامی اهل بریتانیا بود. وی همچنین برندهٔ جوایزی همچون صلیب نظامی و صلیب ویکتوریا شده‌است.